# Fontaine de Bédarrides
La fontaine de Bédarrides est un château d'eau monument historique de Vaucluse, situé dans la ville de Bédarrides.

## Histoire
La municipalité de Bédarrides, désireuse d'améliorer l'alimentation en eau du village, décide, en 1855, de faire des études hydrauliques, et confie le travail à l'agent-voyer Goubert. Il remet son dossier le 15 octobre 1859. La construction est demandée à Antoine Brunel, entrepreneur local. 
Le château d'eau est inscrit monument historique par arrêté du 5 novembre 2001.